# (300157) 2006 VW96
(300157) 2006 VW96 es un asteroide perteneciente al cinturón de asteroides descubierto el 10 de noviembre de 2006 por el equipo del Spacewatch desde el Observatorio Nacional de Kitt Peak, Arizona, Estados Unidos.

## Designación y nombre
Designado provisionalmente como 2006 VW96.

## Características orbitales
2006 VW96 está situado a una distancia media del Sol de 3,181 ua, pudiendo alejarse hasta 3,758 ua y acercarse hasta 2,604 ua. Su excentricidad es 0,181 y la inclinación orbital 4,248 grados. Emplea 2072,51 días en completar una órbita alrededor del Sol.

## Características físicas
La magnitud absoluta de 2006 VW96 es 15,9. 